# Izalene Tiene
Izalene Tiene (Valinhos, 20 de março de 1943) é uma assistente social e política brasileira filiada ao Partido dos Trabalhadores (PT). Foi vice-prefeita de Antônio da Costa Santos na administração municipal de Campinas. Assumiu o cargo após o assassinato do titular, em 2001.Foi a primeira prefeita mulher de Campinas, ainda que não de modo direto ao cargo. Cumpriu o mandato até dezembro de 2004 e foi sucedida por Hélio de Oliveira Santos (PDT). Não disputou a reeleição. Em 2006, candidatou-se a deputada estadual. Obteve 17.744 votos e não foi eleita. Posteriormente ministrou aulas no Centro Universitário Salesiano de São Paulo até se aposentar e passou a realizar trabalhos missionários na Amazônia com a Conferência Nacional dos Bispos do Brasil. 